# Cystangium polychromum
Cystangium polychromum är en svampart som beskrevs av Trappe & Claridge 2003. Cystangium polychromum ingår i släktet Cystangium och familjen kremlor och riskor.   Inga underarter finns listade i Catalogue of Life.